# Tercio Duque de Alba
Le Tercio no 2 "Duque de Alba" de la Legión est une unité de la Légion espagnole stationnée à Ceuta, province autonome d'Espagne enclavée au Maroc.
Il trouve son origine dans la Seconde Légion, créée dans le Rif le 2 mai 1925. Son nom lui a été décerné en honneur de Ferdinand Alvare de Tolède, troisième duc d'Albe de Tormes.

## Missions
Si sa mission principale est la défense de l'enclave de Ceuta, l'unité a aussi des missions opérationnelles : Bosnie, Kosovo, etc.

## Composition
Le tercio est composé de :
- une unité de commandement et d'état-major (stationnée au quartier « Serrallo »)
- une compagnie anti-char (stationnée au quartier « Serrallo »)
- une bandera d'infanterie (quartier « Recarga ») :
  - 1 compagnie de commandement et de services
  - 3 compagnies d'infanterie
  - 1 compagnie d'appui (sections mortier, reconnaissance, transmissions, anti-chars, anti-aérienne)
- la 4e bandera d'infanterie mécanisées « Cristo de Lepanto »(quartier « Garcia Aldave ») :
  - 1 compagnie de commandement et de services
  - 3 compagnies d'infanterie
  - 1 compagnie d'appui (sections mortier, reconnaissance, transmissions, anti-chars, anti-aérienne)

## Liste des chefs de corps
| Tercio Duque de Alba             |           |  |                                          |           |
| D. Antonio Castejón Espinosa     | 1939-1942 |  | D. Fernando Garcia-Valiño y Marcen       | 1943-1948 |
| D. Joaquín Miguel Cabrero        | 1948-1952 |  | D. Angel Ramirez de Cartagena y Marcaida | 1952-1957 |
| D. Luis Campos de Retana         | 1957-1962 |  | D. Demetrio Sanmamed Bernárdez           | 1962-1963 |
| D. Jesús Plaza Mira              | 1963-1966 |  | D. José Jimémez Henríquez                | 1966-     |
| D. Ricardo Rivas Nadal           | 1974-1976 |  | D. Ernesto Diaz Ligüeri                  | 1978-1981 |
| D. Antonio Eleta Segura          | 1978-1981 |  | D. Juan Sánchez de Ocaña                 | 1981-1982 |
| D. Ponciano Fernandez Fernandez  | 1983-1985 |  | D. Luis Arribas Sanvicente               | 1985-1986 |
| D. Agustin Muñoz-Grandes Galilea | 1986-1988 |  | D. Juan Muñiz Vega                       | 1988-1990 |
| D. Angel Moreno Fernandez        | 1990-1992 |  | D. Enrique Dominguez Martinez de Campos  | 1992-1994 |
| D. Joaquin Gonzalez Ruiz         | 1994-1996 |  | D. José Espartero Nieva                  | 1996-1998 |
| D. Juan Mateo Castañeira         | 1998-2000 |  | D. Juan Roel Fernandez                   | 2000-2002 |
| D. José Quintana Lacaci Ramos    | 2002-2004 |  | D. José Maria Garcia Valón               | 2004-2006 |
| D. Alfonso Timón Sanchez         | 2006-2008 |  | D. Alfonso Alvarez Gaume                 | 2008-     |

## Liens
- page officielle